# Liste der Kulturdenkmale in Grunau (Roßwein)
In der Liste der Kulturdenkmale in Grunau sind die Kulturdenkmale des Roßweiner Ortsteils Grunau verzeichnet, die bis März 2024 vom Landesamt für Denkmalpflege Sachsen erfasst wurden (ohne archäologische Kulturdenkmale). Die Anmerkungen sind zu beachten.
Diese Aufzählung ist eine Teilmenge der Liste der Kulturdenkmale in Roßwein.

## Grunau
| Bild                                    | Bezeichnung | Lage                     | Datierung                                                                                         | Beschreibung | ID       |
| --------------------------------------- | --- | ------------------------ | ------------------------------------------------------------------------------------------------- | --- | -------- |
| Direkt Bild zu diesem Denkmal hochladen | Seitengebäude, Scheune, Wohnstallhaus und Heiste vor dem Wohnstallhaus eines Vierseithofes sowie Torpfeiler neben der Feldausfahrt | Am Berg 1 (Karte)        | Um 1800 (Seitengebäude); um 1900 (Scheune); bezeichnet mit 1902 (Wohnstallhaus)                   | Ortsbildprägend auf der Anhöhe liegender Vierseithof, Hofstruktur erhalten, Gebäude weitgehend original, von bau- und sozialgeschichtlicher Bedeutung. - Wohnstallhaus: massiv, zweigeschossig mit Drempel, Satteldach, zwei Portale mit Verdachung - Scheune: eingeschossig mit Drempel, Satteldach, Klinkergesims - Seitengebäude: Erdgeschoss massiv, zwei Stichbogenportale mit Schlussstein, Obergeschoss Fachwerk (verkleidet), Satteldach, entstellender Garageneinbau                        | 09207748 |
| Direkt Bild zu diesem Denkmal hochladen | Seitengebäude eines Vierseithofes                                                                                                  | Naundorfer Weg 1 (Karte) | Um 1800                                                                                           | Aufgrund seines Sichtfachwerkobergeschosses von ortsbildprägender Wirkung sowie von baugeschichtlichem Wert. Zweigeschossig, Obergeschoss Fachwerk, Satteldach. | 09207751 |
| Direkt Bild zu diesem Denkmal hochladen | Mühlengebäude und Scheune | Talstraße (Karte)        | Mitte 19. Jahrhundert                                                                             | Als ehemalige Mühle und Holzschleiferei von orts- und technikgeschichtlicher Bedeutung, guter Originalzustand. - Scheune: aus Bruchsteinen errichtet, Satteldach - Mühlengebäude: erbaut ungefähr Mitte 19. Jahrhundert, Anbau Ende 19. Jahrhundert, zweigeschossig, Sandsteinportal mit Verdachung, originale Steingewände, Satteldach, Turbinenkammer noch vorhanden, zweigeschossig mit Drempel - Anbau: dreigeschossiger Putzbau, Klinkergliederung, Turmneubau mit Kuppel im Hof – kein Denkmal | 09207741 |
| Direkt Bild zu diesem Denkmal hochladen | Straßenbrücke über die Striegis | Talstraße (Karte)        | 1917                                                                                              | Einbogige Steinbrücke, verkehrsgeschichtliches Zeugnis von landschaftsprägender Wirkung | 09207743 |
| Direkt Bild zu diesem Denkmal hochladen | Denkmal für Gefallene des Ersten Weltkrieges                                                                                       | Talstraße (Karte)        | Nach 1920                                                                                         | Von ortsgeschichtlicher Bedeutung. Drei Gedenkplatten mit Kreuz und Helm, Namen der Gefallenen, gerahmt von Mauern mit Polygonalmauerwerk. | 09207746 |
| Direkt Bild zu diesem Denkmal hochladen | Ehemalige Schule, heute Wohnhaus                                                                                                   | Talstraße 3 (Karte)      | 1907                                                                                              | Ortsgeschichtlich bedeutsames Schulgebäude, landschaftsprägend. Eingeschossiger Putzbau, markanter Dachreiter, hölzerne Fenstereinfassungen, geschweifter Giebel, Schieferdach, teilweise Zierfachwerk (verputzt), ursprünglich als Schule von Littorf und Grunau genutzt, daher die Lage zwischen den Dörfern, 2011 grundlegend saniert, dabei äußeres Erscheinungsbild im Wesentlichen gewahrt. | 09207742 |
| Direkt Bild zu diesem Denkmal hochladen | Doppelwohnhaus | Talstraße 25, 26 (Karte) | Um 1925                                                                                           | Putzbau mit aufwendigen Putzornamenten, als Bestandteil der Fabrik von ortsgeschichtlichem Interesse. Eingeschossige Putzbauten, aufwendiges Ornament, zum Teil Art-déco-Formen, Mansarddach, originale Haustüren (Art déco). | 09207753 |
| Direkt Bild zu diesem Denkmal hochladen | Villa und Villengarten mit Gartenhaus und Einfriedung                                                                              | Talstraße 27 (Karte)     | Um 1915                                                                                           | Ehemalige Fabrikantenvilla mit Art-Déco-Motiven, von orts- und baugeschichtlichem Wert. - Villa: ehemalige Fabrikantenvilla, beeinflusst durch Art déco, zweigeschossiger Putzbau mit bewegter Dachlandschaft - Garten: hinter dem Haus große Wiesenfläche, Lindengruppe, Rhododendren, eine Eibe, weiterhin Mauer mit Sitznische mit Vasen, Kleinplastik, weiter Vogeltränke und Gartenhaus (Laube)                                                                                                 | 09207752 |
| Direkt Bild zu diesem Denkmal hochladen | Wohnhaus, Scheune und Seitengebäude eines großen Bauernhofes                                                                       | Talstraße 46, 48 (Karte) | Um 1800 (Seitengebäude); bezeichnet mit 1904 und 1910 (Scheune); bezeichnet mit 1910 (Bauernhaus) | Straßenbildprägend, Fachwerk-Seitengebäude aufgrund seines Alters von baugeschichtlichem Wert. - Wohnhaus: 1910 erbaut, städtisches Wohnhaus, zweigeschossiger Putzbau, zeittypische Gestaltung - Scheune: zweigeschossig, Erdgeschoss verputzt, Obergeschoss Fachwerk, Satteldach - Seitengebäude: Erdgeschoss massiv, Obergeschoss Fachwerk, Satteldach | 09207750 |
| Direkt Bild zu diesem Denkmal hochladen | Mühle und Wohnstallhaus | Talstraße 52, 53 (Karte) | 1. Hälfte 19. Jahrhundert (Wohnstallhaus); Mitte 19. Jahrhundert (Mühle)                          | Straßenbildprägende Gebäude, markanter, in seiner Baukubatur originaler Putzbau von ortsgeschichtlicher Bedeutung. Zweigeschossig, Krüppelwalmdach, Bruchsteinmauerwerk, originale Sandsteingewände, Portal mit Verdachung, eines der Gebäude nach 1990 saniert. | 09207749 |

## Tabellenlegende
- Bild: Bild des Kulturdenkmals, ggf. zusätzlich mit einem Link zu weiteren Fotos des Kulturdenkmals im Medienarchiv Wikimedia Commons. Wenn man auf das Kamerasymbol klickt, können Fotos zu Kulturdenkmalen aus dieser Liste hochgeladen werden:
- Bezeichnung: Denkmalgeschützte Objekte und ggf. Bauwerksname des Kulturdenkmals
- Lage: Straßenname und Hausnummer oder Flurstücknummer des Kulturdenkmals. Die Grundsortierung der Liste erfolgt nach dieser Adresse. Der Link (Karte) führt zu verschiedenen Kartendiensten mit der Position des Kulturdenkmals. Fehlt dieser Link, wurden die Koordinaten noch nicht eingetragen. Sind diese bekannt, können sie über ein Tool mit einer Kartenansicht einfach nachgetragen werden. In dieser Kartenansicht sind Kulturdenkmale ohne Koordinaten mit einem roten bzw. orangen Marker dargestellt und können durch Verschieben auf die richtige Position in der Karte mit Koordinaten versehen werden. Kulturdenkmale ohne Bild sind an einem blauen bzw. roten Marker erkennbar.
- Datierung: Baubeginn, Fertigstellung, Datum der Erstnennung oder grobe zeitliche Einordnung entsprechend des Eintrags in der sächsischen Denkmaldatenbank
- Beschreibung: Kurzcharakteristik des Kulturdenkmals entsprechend des Eintrags in der sächsischen Denkmaldatenbank, ggf. ergänzt durch die dort nur selten veröffentlichten Erfassungstexte oder zusätzliche Informationen
- ID: Vom Landesamt für Denkmalpflege Sachsen vergebene, das Kulturdenkmal eindeutig identifizierende Objekt-Nummer. Der Link führt zum PDF-Denkmaldokument des Landesamtes für Denkmalpflege Sachsen. Bei ehemaligen Kulturdenkmalen können die Objektnummern unbekannt sein und deshalb fehlen bzw. die Links von aus der Datenbank entfernten Objektnummern ins Leere führen. Ein ggf. vorhandenes Icon  führt zu den Angaben des Kulturdenkmals bei Wikidata.